# Alexandre Bouzaid
Alexandre Bouzaid (né le 29 juin 1981 à Libourne ou  à Kaolack) est un escrimeur franco-sénégalais, résidant à Bordeaux en France. Il est d'origine libanaise. Il a remporté quatre titres de champion d'Afrique à l'épée et a participé deux fois aux Jeux olympiques, en 2012 et 2016.

## Carrière sportive
Son club est le club d'escrime de Saint-Gratien. Champion de France minimes en 1996, puis Champion du monde cadets en 1998, il devient Champion de France Juniors en 1999, avant de remporter une médaille de bronze aux Championnats du Monde Juniors en 2001 pour la France. Il remporte la médaille de bronze lors des Championnats de France 2007. Optant pour le Sénégal, il devient Champion d'Afrique en 2010, puis en 2011. Après ceux au Caire, en 2015, il remporte aussi à Alger les Championnats d'Afrique 2016 en épée individuel et la médaille d'argent par équipes, après celle de bronze en 2015. En 2017 et 2018, il décroche le bronze aux championnats d'Afrique en individuel.

## Palmarès
- Championnats d'Afrique d'escrime
  -  Médaille d'or en individuel en 2010 à Tunis
  -  Médaille d'or en individuel en 2011 au Caire
  -  Médaille de bronze en individuel en 2012 à Casablanca
  -  Médaille d'argent par équipe en 2012 à Casablanca
  -  Médaille de bronze par équipe en 2014 au Caire
  -  Médaille d'or en individuel en 2015 au Caire
  -  Médaille de bronze par équipe en 2015 au Caire
  -  Médaille d'or en individuel en 2016 à Alger
  -  Médaille d'argent par équipe en 2016 à Alger
  -  Médaille de bronze en individuel en 2017 au Caire
  -  Médaille de bronze en individuel en 2018 à Tunis
  -  Médaille d'argent par équipe en 2019 à Bamako